# Самедова, Нармина Фариз кызы
Нармина Фариз кызы Самедова (азерб. Nərminə Fariz qızı Səmədova; род. 10 июня 2004, Баку) — азербайджанская гимнастка, участница чемпионата Европы 2018 года (5-е место с обручем), представляла Азербайджан на летних Олимпийских играх 2020 года.